# Hit Mania Dance 3
Hit Mania Dance 3 è una raccolta di 36 successi eurodance, house e techno pubblicata in doppio CD e doppia MC all'inizio del 1995. È la terza compilation collana Hit Mania, mixata come le precedenti da Paolo Bolognesi e Amerigo Provenzano. Il prezzo di vendita del doppio CD era di L. 36.000.

## Tracce

### Disco 1
1. No Artist – Intro
2. Ti.Pi.Cal. – Round & Around
3. Whigfield – Another Day
4. Alex Party – Don't Give Me Your Life
5. The Outhere Brothers – Boom Boom Boom
6. 20 Fingers – Lick It
7. Double Dare – I Believe
8. U.s.u.r.a. – The Spaceman
9. J.K. – You & I
10. Ankara – Boom Boom Boom
11. Ava & Stone – Yeh-Yoh
12. Fargetta – This Time
13. Daydream – Thinkin' About You
14. Afrika Bambaataa – Feel The Vibe
15. Taleesa – Let Me Be
16. CO.RO. – Run Away
17. Prezioso – Anybody, Anyway
18. Bliss Team – You Make Me Cry
19. Fluxland – Fluxland E.P.

### Disco 2
1. Chambre – Upside Down
2. Marvellous Melodicos – The Sun And The Moon
3. Mato Grosso – Pyramid
4. Captain Hollywood Project – Flying High
5. Nikita – La Bruja
6. Diana's – All I Need Is Love
7. Paganini – When I Fall In Love
8. Masoko Solo – O-Le-Le
9. Moratto – Warriors
10. Cabballero – Dancing With Tears In My Eyes
11. DJ Cerla & Moratto – Wonder
12. Kina – Strange Love
13. Ice MC – Take Away The Colour '95
14. Exit Way – Welcome To The Future
15. Pacific People – Only Pip
16. Netzwerk – Passion
17. Molella – Originale Radicale Musicale
18. Scooter – Move Your Ass